# Quest Software

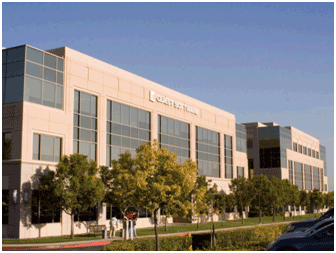
Quest Software головний офіс у Алісо В'єхо, США

Quest Software (NASDAQ: QSFT), підрозділ компанії Dell, виробник комп'ютерного програмного забезпечення з офісом в Алісо В'єхо, Каліфорнія, США.

## Історія
Компанія Quest Software була заснована в 1987 році в Ньюпорт-Біч, Каліфорнія, з лінійкою продуктів для HP Multi-Programming Executive (MPE). У 1995 році до компанії приєднався Вінні Сміт. Наступного року Quest вийшов на ринок керування базами даних із продуктом для налаштування бази даних Oracle SQL. У 1997 році Quest відкрив офіс у Великій Британії.
Даг Гарн приєднався до Quest як віце-президент із продажів у 1998 році. Того ж року Quest додала офіси в Німеччині та Австралії, а Сміт став генеральним директором. У жовтні Quest придбала TOAD.
У 2002 році відкрився офіс Quest в Японії. Наступного року Quest відкрила нові офіси в Азії, зокрема в Сінгапурі, Кореї та Китаї. У 2004 році Gartner назвала Quest номером один у сфері управління додатками. Дуг Гарн став президентом Quest Software у 2005 році.
Даг Гарн став генеральним директором і президентом, а Вінні Сміт став виконавчим головою Quest у 2008 році. У 2009 році Алан Фадж став віце-президентом з продажу. У 2011 році Вінні Сміт став генеральним директором і головою правління, а Даг Гарн став віце-президентом.
28 вересня 2012 року Dell оголосила про завершення придбання Quest Software.
2 вересня 2020 року Quest придбала Binary Tree. 5 січня 2021 року Quest придбала erwin, Inc., включаючи erwin Data Modeler.
29 листопада 2021 року Clearlake Capital Group LP купила Quest у Francisco Partners за $5,4 млрд, включаючи борг.

## Продукти
Продукти мають вирішити такі завдання: 
- діагностика, оптимізація і адміністрування БД Oracle та SQL Server,
- збільшення продуктивності розробників PL/SQL і Java,
- міграція даних з однієї системи в іншу без впливу на роботу користувачів, безпеку і керування інфраструктурою Windows (Active Directory, Exchange, SharePoint),
- централізоване управління та моніторинг гетерогенних середовищ Unix/Linux/MacOS за допомогою інтеграційних рішень,
- моніторинг інфраструктури з точки зору користувача

## Виноски
1. ↑  Global LEI index
2. ↑  Vincent C. Smith, Founder, Partner, and Managing Director, Toba Capital. www.topionetworks.com. Процитовано 8 серпня 2022.
3. ↑  Toad - SQL Tuning, Database Development and Administration Software. web.archive.org. 6 лютого 2012. Архів оригіналу за 6 лютого 2012. Процитовано 8 серпня 2022.
4. ↑  Maleval, Jean Jacques (24 серпня 2009). Alan Fudge Senior VP of WW Sales for Quest Software. StorageNewsletter (амер.). Процитовано 8 серпня 2022.
5. ↑  Exec at O.C. software firm steps down. Orange County Register (амер.). 15 лютого 2012. Процитовано 8 серпня 2022.
6. ↑  Quest Acquires Binary Tree and Takes the Dominant Market Leadership Position in Microsoft Modernization. www.businesswire.com (англ.). 2 вересня 2020. Процитовано 8 серпня 2022.
7. ↑  Gottfried, Miriam (28 листопада 2021). Clearlake Capital to Buy Quest Software From Francisco Partners. Wall Street Journal (амер.). ISSN 0099-9660. Процитовано 8 серпня 2022.
8. ↑  Francisco Partners flips Quest Software to Clearlake Capital in deal reportedly worth $5.4B. TechCrunch (амер.). Процитовано 8 серпня 2022.{{cite web}}:  Обслуговування CS1: Сторінки з параметром url-status, але без параметра archive-url (посилання)